# Nikola Petković (football, 2003)
Pour les articles homonymes, voir Petković.
Nikola Petković, né le 23 février 2003 à Zrenjanin, est un footballeur international serbe qui évolue au poste de milieu défensif au Charlotte FC.

## Biographie

### Carrière en club
Né à Zrenjanin en Serbie, Nikola Petković a joué dans plusieurs clubs de sa région natale, avant de rejoindre le FK Radnički puis le FK Čukarički, où il commence sa carrière professionnelle en championnat de Serbie. Il joue son premier match avec l'équipe première du club le 18 mai 2021.
Le 16 février 2023, il rejoint le Crown Legacy FC, l'équipe réserve du club de MLS du Charlotte FC, qui participe au MLS Next Pro,. Il marque son premier but dès son deuxième match dans la compétition avec l'équipe de Charlotte.

### Carrière en sélection
Petković est international serbe en équipe de jeunes, portant notamment le brassard de capitaine avec les moins de 19 ans puis les espoirs.
En janvier 2023, Petković est convoqué pour la première fois avec l'équipe senior de Serbie,. Il honore sa première sélection le 26 janvier 2023, à l'occasion d'un match amical contre les États-Unis. Il est titulaire lors de la victoire 2-1 de son équipe,.

## Style de jeu
Initialement formé au poste d'attaquant, Nikola Petković s'impose ensuite comme milieu de terrain polyvalent, jouant principalement comme numéro 6 à ses débuts, mais étant également capable d'évoluer sur le coté de la défense.